# Chelifera vicina
Chelifera vicina är en tvåvingeart som först beskrevs av Wagner 2003.  Chelifera vicina ingår i släktet Chelifera och familjen dansflugor. Inga underarter finns listade i Catalogue of Life.